# Janko Ponebšek
Janko Ponebšek, slovenski pravnik, davčni uradnik in ornitolog, * 30. maj 1861, Preska nad Kostrevnico, † 14. januar 1935, Ljubljana.
Po končani normalki in gimnaziji v Ljubljani je deloval kot domači učitelj pri grofu Attemsu, nato pa odšel študirat pravo na Univerzo v Gradcu ter ga končal na Univerzi na Dunaju z doktoratom leta 1891. Potem se je zaposlil kot koncipist (nižji uradnik) pri finančnem ravnateljstvu v Ljubljani in služboval v različnih krajih po Kranjskem. Do leta 1900 je napredoval do položaja višjega davčnega nadzornika, 1911 je postal finančni svetnik in 1919 višji finančni svetnik pri finančnem ravnateljstvu in davčni administraciji v Ljubljani. Na tem položaju je ostal do upokojitve leta 1927.
V mladosti je bil navdušen lovec, po doktoratu pa se je ob službi začel sistematično ukvarjati z ornitologijo. Napisal je številne poljudne in strokovne članke o biologiji ptic in lovstvu, tako v domačih (Slovenski narod, Laibacher Zeitung, Carniola, Glasnik, Življenje, Lovec) kot v tujih revijah. Zbiral je gradivo za jugoslovansko ptičjo terminologijo in z imeni sodeloval pri izdaji dela Naturgeschichte der Vögel Mitteleuropas (Johann Friedrich Naumann, 1905), zasnoval pa je tudi ambiciozen kompendij Ornis Sloveniae, ki naj bi vseboval sistematične opise vseh slovenskih ptic. Tega je začel s sovami, ki so jih tedaj uvrščali med ujede, in objavljal prispevke v strokovni reviji Carniola ter njenem nasledniku, Glasniku Muzejskega društva za Slovenijo (1915–1923). Zbrani in ponatisnjeni so bili v njegovem najpomembnejšem delu, knjigi Naše ujede I. del: Sove (1917) (COBISS) v založbi Muzejskega društva za Kranjsko. Nato se je lotil drugih ujed (»kraguljev«), a je večina prispevkov ostala v rokopisu, tako da svojega kompendija ni dokončal.
Prav tako pomembno je bilo njegovo organizacijsko delo. Ob preoblikovanju Slovenskega lovskega kluba v Slovensko lovsko društvo leta 1909 je postal odbornik in referent za lovski kataster ter urednik prve številke društvenega glasila Lovec. Kasneje je zbral krog podpornikov in z njimi leta 1926 soustanovil »Ornitološki observatorij v Ljubljani«, ki je pomenil začetek organizirane ornitološke aktivnosti na Slovenskem. Začeli so z obročkovalsko aktivnostjo, ki se neprekinjeno nadaljuje vse do danes in na podlagi katere je slovensko ozemlje postalo prepoznavno v mednarodnem merilu kot pomembno križišče selitvenih poti ptic v Evropi.
Njegovo obsežno zbirko ptičjih mehov in jajc hrani Prirodoslovni muzej Slovenije, zbirko ornitološke literature pa knjižnica Narodnega muzeja. Z njegovim delom je nadaljeval sin Božidar Ponebšek (1897–1975).